# Sérafino Militello
Pour les articles homonymes, voir Militello.
Sérafino Militello est un tireur sportif italien.

## Palmarès
Sérafino Militello a remporté l'épreuve Cominazzo réplique aux championnats du monde MLAIC 1996 à Warwick.